# خانه نایب اسدالله
خانه نایب اسدالله مربوط به دوره قاجار است و در اصفهان، خیابان چهارباغ خواجو، بن‌بست نظام، پ۶۰ واقع شده و این اثر در تاریخ ۲۴ اسفند ۱۳۸۳ با شمارهٔ ثبت ۱۱۴۵۶ به‌عنوان یکی از آثار ملی ایران به ثبت رسیده است.